# Krutschyk
Krutschyk (ukrainisch Кручик; russisch Кручик Krutschik) ist ein Dorf im Nordwesten der ukrainischen Oblast Charkiw mit etwa 850 Einwohnern (2004).

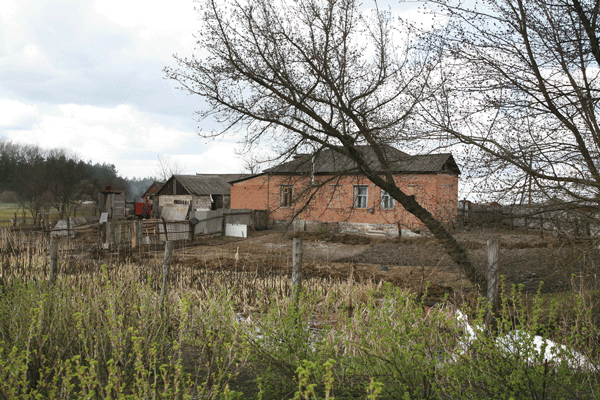
Haus von Wassili Karasin

Das 1770 gegründete Dorf liegt größtenteils auf dem linken Ufer der Merla, einem 116 km langen, linken Nebenfluss der Worskla, 11 km westlich vom Rajonzentrum Bohoduchiw und etwa 70 km nordwestlich vom Oblastzentrum Charkiw.
Am 12. Juni 2020 wurde das Dorf ein Teil der neugegründeten Stadtgemeinde Bohoduchiw, bis dahin war es ein Teil der Landratsgemeinde Pawliwka (Павлівська сільська рада/Pawliwska silska rada) im Westen des Rajons Bohoduchiw.

## Söhne und Töchter der Ortschaft
- Wassili Karasin (1773–1842), Staatsmann, Schriftsteller, Erfinder, Pädagoge und Aufklärer sowie Gründer der Universität Charkow, kam im Dorf zur Welt.